# Copa de Honor Municipalidad de Buenos Aires
A Copa de Honor Municipalidad de Buenos Aires foi uma competição oficial do futebol argentino organizada durante a era amadora pela entidade precursora da Associação do Futebol Argentino. O torneio começou a ser disputado em 1905, e esteve a cargo da Argentine Football Association até 1911 e nas mãos da Asociación Argentina de Football até sua extinção, somando um total de 13 (treze edições).
A copa foi disputada no sistema eliminatório por clubes das cidades de Buenos Aires e Rosário (que pertenciam à Liga Rosarina de Futebol). O campeão do torneio ganhava o direito de disputar a Copa de Honor Cousenier contra o vencedor da Copa de Honor do Uruguai, que representava a associação daquele país.
Em 1936, já no profissionalismo, uma nova Copa de Honor foi realizada. Na ocasião, a AFA pôs o torneio no lugar do primeiro turno do campeonato da Primera División, com 18 times jogando entre si em turno único. O San Lorenzo terminou na primeira posição e levou a taça. Como campeão, o San Lorenzo, qualificou-se para disputar uma final (chamada Copa de Oro) no mesmo ano contra o vencedor do segundo turno (chamado Copa Campeonato de 1936), o River Plate. A disputa final entre os vencedores dos dois turnos, conhecida como Copa de Oro de 1936, foi vencida pelo River Plate, que acabou erroneamente sendo aclamado na época como o único campeão Argentino daquele ano. Por fim, em julho de 2013, a Associação do Futebol Argentino reconheceu oficialmente a Copa de Honor de 1936 e os dois outros torneios (Copa Campeonato e Copa de Oro) disputados em 1936 como campeonatos oficias da Primera División.

## Lista de campeões
| Ano  | Campeão           | Vice-campeão                | Placar       |
| ---- | ----------------- | --------------------------- | ------------ |
| 1905 | Alumni            | Quilmes                     | 1 – 0        |
| 1906 | Alumni            | Estudiantes de Buenos Aires | 3 – 1        |
| 1907 | Belgrano Athletic | Quilmes                     | 3 – 1        |
| 1908 | Quilmes           | Porteño                     | 2 – 1        |
| 1909 | San Isidro (CASI) | Estudiantes de Buenos Aires | 8 – 1        |
| 1910 | (abandonada)      | (abandonada)                | (abandonada) |
| 1911 | Newell's Old Boys | Porteño                     | 3 – 2        |
| 1912 | Racing            | Newell's Old Boys           | 3 – 0        |
| 1913 | Racing            | Estudiantes de Buenos Aires | 5 – 1        |
| 1915 | Racing            | Tiro Federal                | 2 – 1        |
| 1916 | Rosário Central   | Independiente               | 1 – 0        |
| 1917 | Racing            | River Plate                 | 3 – 1        |
| 1918 | Independiente     | Platense                    | 1 – 0        |
| 1920 | Banfield          | Boca Juniors                | 2 – 1        |

| Time              | Títulos | Ano da conquista       |
| ----------------- | ------- | ---------------------- |
| Racing            | 4       | 1912, 1913, 1915, 1917 |
| Alumni            | 2       | 1905, 1906             |
| Belgrano Athletic | 1       | 1907                   |
| Quilmes           | 1       | 1908                   |
| San Isidro (CASI) | 1       | 1909                   |
| Newell's Old Boys | 1       | 1911                   |
| Rosário Central   | 1       | 1916                   |
| Independiente     | 1       | 1918                   |
| Banfield          | 1       | 1920                   |